# Център по хидро- и аеродинамика
Центърът по хидро- и аеродинамика е научно звено към Института по металознание, съоръжения и технологии „Академик Ангел Балевски“ в състава на БАН.
Основната дейност на центъра включва фундаментални и приложни изследвания, провеждани чрез методите на физическо и числено моделиране, и предназначени за решаване на научни и практически задачи в областта на корабната хидродинамика, аеродинамиката, водния транспорт, океанското и бреговото инженерство, екологията, националната сигурност и други.

## История
Центърът е създаден през 1973 г. с финансовата и експертна помощ на Програмата за развитие на ООН и на Международната морска организация като научноизследователски и експериментален център в областта на хидродинамиката на кораби, плавателни съдове и съоръжения. През 1976 г. е открита официално научноексперименталната база по корабна хидродинамика към Института по корабостроене във Варна. На 1 юли 1977 г. базата е превърната в Институт по корабна хидродинамика, който става поделение на ДСО „Корабостроене“ към Министерството на машиностроенето и металургията. На свой ред той е преобразуван в Институт по хидро- и аеродинамика към БАН през 1990 г. От 2010 г. институтът е обособен като център в състава на Института по металознание, съоръжения и технологии „Академик Ангел Балевски“.

## Структура
Центърът е съставен от две секции и две направления:
- Научна секция по корабна хидродинамика и аеродинамика;
- Научна секция по океанско инженерство, хидротехника и възобновяеми морски енергийни източници;
- Направление експериментално-производствена дейност;
- Направление осигуряване на експериментално-производствената дейност.

Центърът играе ролята на:
- Специализиран научноекспериментален комплекс за морски изследвания, обмен на технологии и иновации, експертни оценки и консултации;
- Образователно звено за обучение на студенти, курсанти, дипломанти, стажанти и докторанти в областите на своята професионална компетентност.